# Dicallaneura ekeikei
Dicallaneura ekeikei is een vlindersoort uit de familie van de prachtvlinders (Riodinidae), onderfamilie Nemeobiinae.
Dicallaneura ekeikei werd in 1904 beschreven door Bethune-Baker.